# André Chène
André Chène, né le 25 décembre 1928 à Montargis et mort le 16 novembre 1996 à Fleury-les-Aubrais, est un homme politique français.
Membre du Parti communiste français, il est notamment maire de Fleury-les-Aubrais, conseiller général et député.

## Biographie
André Chène naît à Montargis le 25 décembre 1928. Il est le fils d'un cheminot, Jean Chène (1896, Oradour-sur-Glane – 1939, Montargis) et d'une femme de ménage, Marie Vauzelle (née le 27 février 1904 à Saint-Victurnien). André Chène épouse Anne-Marie Garnier en 1949 à Châlette-sur-Loing.
Il entreprend des études techniques à Montargis pour devenir ajusteur après avoir obtenu le certificat d'études. Mais en 1944, à 16 ans, il entre à l'usine du fait des ressources modestes de sa famille.
Il adhère à l'Union des jeunesses républicaines de France, nouveau nom des Jeunesses communistes. En 1950, il en devient le secrétaire départemental. La même année, il est promu permanent du Parti communiste à Orléans en tant que secrétaire de la fédération du Loiret. Son parti le désigne pour diriger la liste communiste aux élections législatives du 2 janvier 1956. C'est un incontestable succès : la liste communiste arrive en tête et recueille 41 715 voix (22,8 %). André Chène en est le seul élu et le plus jeune député de France puisqu'il n'a que 27 ans. À ce titre, il est secrétaire d'âge de la nouvelle assemblée et devient membre des commissions des affaires économiques et de la presse. Pendant son court mandat, André Chène dépose plusieurs propositions de résolution concernant des mesures d'intérêt local pour le Loiret : il intervient en faveur des apiculteurs touchés par les gelées de l'hiver 1956, demande le rétablissement d'une ligne de voyageurs entre Montargis et Sens et réclame l'action d'urgence de l'État pour assurer la continuation des activités industrielles des établissements B. Richard (la Route de France) à Saint-Denis-de-l'Hôtel (Loiret).
Il ne prononce qu'une seule intervention le 15 juin 1956, lors de la discussion du collectif budgétaire. Il formule deux demandes d'amélioration des carrières ou des conditions de travail de catégories particulières d'agents du ministère des Finances : d'une part, la transformation d'un certain nombre d'emplois d'adjoints administratifs en emplois d'agents spéciaux, acquise au cours du débat budgétaire de 1955 et non inscrite au collectif budgétaire et, d'autre part, l'alignement de la durée du travail des mécanographes de l'INSEE sur ceux du ministère des Finances.
Avec son groupe, il vote la confiance à Guy Mollet et les pouvoirs spéciaux en Algérie (31 janvier et 12 mars 1956), refuse l'investiture au général de Gaulle (1er juin 1958) puis les pleins pouvoirs et la révision constitutionnelle (2 juin 1958).
Le 21 mars 1971, il est élu maire de Fleury-les-Aubrais, ville de l'agglomération orléanaise ; il le restera pendant 24 ans. Il développera l'équipement social et fera construire un grand nombre d'immeubles, comme dans le quartier central de Lamballe. Il devient conseiller général à la création du canton de Fleury-les-Aubrais, en 1973.
Il meurt à Fleury-les-Aubrais le 16 novembre 1996 à l'âge de 67 ans. Après sa mort, le collège des Jacobins est renommé « collège André Chène ».